# Quincy-Voisins
Quincy-Voisins – miejscowość i gmina we Francji, w regionie Île-de-France, w departamencie Sekwana i Marna.
Według danych na rok 1990 gminę zamieszkiwało 3969 osób, a gęstość zaludnienia wynosiła 384 osób/km² (wśród 1287 gmin regionu Île-de-France Quincy-Voisins plasuje się na 367. miejscu pod względem liczby ludności, natomiast pod względem powierzchni na miejscu 362.).